# 蕃地 (蘇澳郡)
臺北州蘇澳郡蕃地於大正九年（1920年）成立，轄區包括今宜蘭縣南澳鄉。

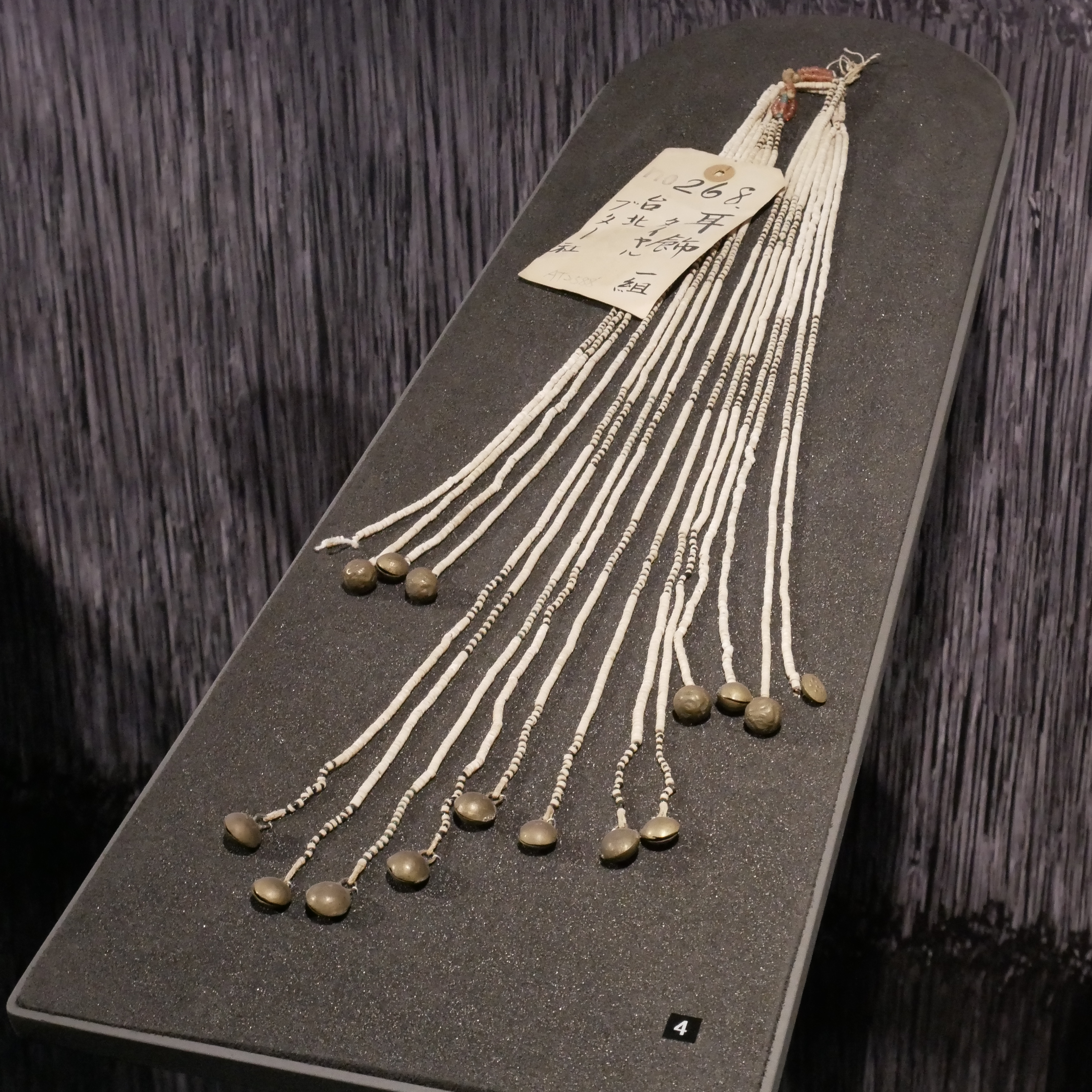
武塔社（ブター社）珠串銅鈴耳飾

## 行政區劃
大正九年（1920年）10月，轄域內分為：
- 今蘇澳鎮：
  - 西帽山、圳尾溪、猴猴溪、烏岩角、東澳、粉鳥林、烏石鼻、浪速、大南澳

- 今大同鄉：
  - シホウリン社（四方林，1912年由部分利有亨建立）、シヨウナン社（小南，1913年由部分塔貝賴建立）、カンケイ社（寒死人溪/寒溪，1912年～1915年由部分塔貝賴與哈卡巴里斯建立）、ダイゲン社（大元/新光，1912年～1914年由部分格勒亞賀建立）、コロ社（古魯/華興，1915年由部分利有亨、哈卡巴里斯與格勒亞賀建立）

- 今南澳鄉：
  - 上タンオウ社（上東澳，1913年由部分哥各朱與基諾斯建立（1938年併入下東澳））、下タンオウ社（下東澳/東岳，1913年由打壁罕建立）、南澳社（1932年～1933年由庫巴博、克魯模安與各姆姆建立）、柑子頭社（1915年由部分武塔建立）、ピヤハウ社（比亞豪/碧候）、ロッポエ社（鹿皮/金岳，1915年由部分武塔建立）、コーコツ社（哥各朱，1913年部分併入上東澳）、センダン社（基諾斯，1913年部分併入上東澳）、旃壇社（1931年由哥各朱與基諾斯建立）、ブター社（武塔，1915年部分併入柑子頭與鹿皮）、タンオウ社（打壁罕，1913年併入下東澳）、トベラ社（塔貝賴/道迷蚋，1912年～1913年併入寒溪與小南）、リヨヘン社（利有亨/流興，1912年～1915年部分併入四方林與古魯）、ハガパリシ社（哈卡巴里斯，1915年部分併入寒溪與古魯）、ケルグーフ社（格勒亞賀，1912年～1915年併入大元與古魯）、クバボー社（庫巴博，1930年～1933年併入大濁水與南澳）、キルモアン社（克魯模安，1930年～1933年併入大濁水與南澳）、キガヤン社（基嘎央）、ゴンゴ社（各姆姆，1925年～1926年由部分巴博凱凱與金洋建立（1932年～1933年併入南澳））、キンヤン社（金洋，1926年部分併入各姆姆）、クムヤウ社（庫莫瑤，1923年併入大濁水）、バボーカイカイ社（巴博凱凱，1923年～1925年併入大濁水與各姆姆）、大濁水社（澳花，1923年～1930年由部分庫莫瑤、巴博凱凱、克魯模安與庫巴博建立）

- 大正十一年（1922年）1月13日，以下蘇澳郡蕃地的地區改編入蘇澳庄：「西帽山」改編為西帽大字；「圳尾溪」、「猴猴溪」與「烏岩角」合併為大字烏岩；「東澳」、「粉鳥林」與「烏石鼻」合併為大字東澳；「浪速」與「大南澳」合併為大字大南澳。

- 昭和十八年（1943年）11月1日，シホウリン社（四方林）、シヨウナン社（小南）、カンケイ社（寒溪/寒死人溪）、ダイゲン社（大元/新光）與コロ社（古魯/華興）併入羅東郡蕃地。

## 設施

### 神社
- 今南澳鄉：
  - 東澳祠（1920年8月25日鎮座）[1]:295
  - 南澳祠（1933年10月7日鎮座）[1]:297
- 今大同鄉：
  - 寒溪神社（1933年8月11日鎮座）[1]:296